# Shitara
Shitara (設楽町?) è una cittadina giapponese della prefettura di Aichi.